# 43. BAFTA-gála
A 43. BAFTA-gálát 1990-ben tartották, melynek keretében a Brit film- és televíziós akadémia az 1989. év legjobb filmjeit és alkotóit díjazta.

## Díjazottak és jelöltek
(a díjazottak félkövérrel vannak jelölve)

### Legjobb film
Holt költők társasága
- A bal lábam
- Shirley Valentine
- Harry és Sally

### Legjobb nem angol nyelvű film
Az élet és semmi más (La vie et rien d'autre) • Franciaország
- Hódító Pelle (Pelle erövraren) • Svédország/Dánia
- Salaam Bombay! • Franciaország/India/Egyesült Királyság
- Asszonyok a teljes idegösszeomlás szélén (Mujeres al borde de un ataque de nervios) • Spanyolország

### David Lean-díj a legjobb rendezésért
Kenneth Branagh - V. Henrik
- Peter Weir - Holt költők társasága
- Stephen Frears - Veszedelmes viszonyok
- Alan Parker - Lángoló Mississippi

### Legjobb főszereplő
Daniel Day-Lewis - A bal lábam
- Robin Williams - Holt költők társasága
- Kenneth Branagh - V. Henrik
- Dustin Hoffman - Esőember

### Legjobb női főszereplő
Pauline Collins - Shirley Valentine
- Jodie Foster - A vádlottak
- Glenn Close - Veszedelmes viszonyok
- Melanie Griffith - Dolgozó lány

### Legjobb férfi mellékszereplő
Ray McAnally - A bal lábam
- Jack Nicholson - Batman
- Marlon Brando - Száraz fehér évszak
- Sean Connery - Indiana Jones és az utolsó kereszteslovag

### Legjobb női mellékszereplő
Michelle Pfeiffer - Veszedelmes viszonyok
- Peggy Ashcroft - Madame Sousatzka
- Laura San Giacomo - Szex, hazugság, video
- Sigourney Weaver - Dolgozó lány

### Legjobb adaptált forgatókönyv
Veszedelmes viszonyok - Christopher Hampton
- Az alkalmi turista - Frank Galati, Lawrence Kasdan
- A bal lábam - Shane Connaughton, Jim Sheridan
- Shirley Valentine - Willy Russell

### Legjobb eredeti forgatókönyv
Harry és Sally - Nora Ephron
- Esőember - Ronald Bass, Barry Morrow
- Holt költők társasága - Tom Schulman
- Szex, hazugság, video - Steven Soderbergh

### Legjobb operatőri munka
Lángoló Mississippi
- Gorillák a ködben
- V. Henrik
- Veszedelmes viszonyok
- A medve

### Legjobb jelmez
Münchausen báró kalandjai
- Batman
- Veszedelmes viszonyok
- V. Henrik

### Legjobb vágás
Lángoló Mississippi
- Esőember
- Holt költők társasága
- Veszedelmes viszonyok

### Legjobb smink
Münchausen báró kalandjai
- Batman
- A bal lábam
- Veszedelmes viszonyok

### Anthony Asquith-díj a legjobb filmzenének
Holt költők társasága - Maurice Jarre
- Dolgozó lány - Carly Simon
- Veszedelmes viszonyok - George Fenton
- Lángoló Mississippi - Trevor Jones

### Legjobb díszlet
Münchausen báró kalandjai
- Batman
- Veszedelmes viszonyok
- V. Henrik

### Legjobb hang
Lángoló Mississippi
- Indiana Jones és az utolsó kereszteslovag
- Batman
- V. Henrik

### Legjobb vizuális effektek
Vissza a jövőbe II.
- Batman
- Indiana Jones és az utolsó kereszteslovag
- V. Henrik